# Pieter Both
Pour les articles homonymes, voir Pieter Both (homonymie) et Both.
 (mai 2019).
Si vous disposez d'ouvrages ou d'articles de référence ou si vous connaissez des sites web de qualité traitant du thème abordé ici, merci de compléter l'article en donnant les références utiles à sa vérifiabilité et en les liant à la section « Notes et références ».
Pieter Both, né à Amersfoort en 1568 et mort à l'île Maurice le 6 mars 1615, est le premier gouverneur général des Indes néerlandaises.

## Biographie
Le 21 décembre 1599, il quitte les Pays-Bas à destination de l'Inde au commandement de quatre navires d'une compagnie commerciale néerlandaise, la Brabantsche Compagnie. Seuls le Nederland et le Verenigde Landen atteignent la ville de Banten sur l'île de Java le 6 août 1600, le Nassau et le Hof van Holland ayant perdu leur trace le 26 avril de la même année.
L'année suivante, Both embarque pour l'Europe avec deux autres navires. Le Hof van Holland et le Verenigde Landen prennent également le chemin du retour en novembre de cette même année 1601 sous le commandement de Paulus van Caerden.
Peu de temps après est créée la Compagnie néerlandaise des Indes orientales (VOC). Elle instaure rapidement une autorité dans les colonies néerlandaises composée d'un Gouverneur-Général ainsi que d'un "Parlement des Indes". Cette même Compagnie demande à Pieter Both de devenir le premier gouverneur général des Indes en 1609.
Après s'être demandé si ce poste était fait pour lui, Pieter Both part finalement en 1610 avec huit navires, pour arriver dix mois plus tard à Banten dans l'ouest de l'île de Java, le 19 décembre 1610 exactement. Il doit tout d'abord trouver un endroit propice à la création d'une ville comme haut lieu de commandement et important centre portuaire. Il doit faire face à une forte corruption et construire de nombreux forts pour protéger le monopole économique des Pays-Bas dans les Moluques. Both concentre principalement ses activités commerciales sur ces dernières. L'archipel fut plus tard délaissé par les institutions dirigeantes au profit de la côte ouest de Java, pour des raisons d'approvisionnement alimentaire (les Moluques ne pouvant subvenir aux besoins en riz de la population locale et des membres de la VOC), mais également à cause de la plus grande importance stratégique de Java.
Both fonde sur l'île de Java, la ville de Batavia (aujourd'hui Jakarta). Il conclut des contrats avec les habitants des Moluques et impose sa souveraineté aux sur Timor et le sultanat de Tidore. Le 16 novembre 1614, Both lègue le pouvoir à Gerard Reynst puis quitte Banten le 2 janvier 1615 à bord du "Banda", en compagnie d'une flotte de quatre navires richement chargés, pour un retour au pays. Il trépasse le 6 mars 1615, dans une tempête qui détruit par ailleurs deux navires de la flotte (dont le Banda), qui avait jeté l'ancre devant l'île Maurice. Son corps a été retrouvé sur la plage de la baie du Tombeau. Depuis, un des sommets de l'île Maurice a été baptisé du nom de Pieter Both, tout comme une curiosité rocheuse à La Réunion.